# Antonio Mairena
Antonio Mairena, de son vrai nom Antonio Cruz García (né en 1909 à Mairena del Alcor, Séville et décédé en 1983 à Séville), est un chanteur espagnol, le cantaor (chanteur de flamenco) le plus respecté de sa génération. 
Il est aussi un musicologue du flamenco (ou flamencologue) reconnu, initiateur d'un mouvement de « retour aux sources » vers une sorte de pureté originelle, d'authenticité définissant une certaine orthodoxie du Cante flamenco enraciné au cœur du peuple gitan. Ce point de vue, dans la ligne du purisme des initiatives de Federico García Lorca et Manuel de Falla dans les années 1920,  faisait suite à ce que certains artistes et aficionados considéraient comme une dérive des standards et paradigmes du flamenco, leur dilution dans les codes de la scène et du music-hall de la période précédente, parfois appelée la Ópera flamenca. Celle-ci était sur le devant de la scène au début du XXe siècle et dans l'entre-deux guerres, lors de la première internationalisation du flamenco. Après cette « renaissance » ou revalorización maireniste, le flamenco connaît une deuxième internationalisation et d'autres évolutions dans les années 1970, avec entre autres Paco de Lucía.

## Biographie
Né à Mairena del Alcor dans la province de Séville, d'un père forgeron il entre durant les années 1930 dans les compagnies de Juanita Reina, et de Pilar Lopez (es).
Il est l'un des fondateurs de la flamencologie, en exhumant à partir des années 1950, les styles de chants du flamenco les plus anciens et écrivit avec le poète Ricardo Molina une des premières études importantes sur le flamenco, Mundo y formas del cante flamenco. Il initia le mouvement du « mairenisme », qui revendiquait des  racines strictement gitanes du cante jondo, cependant ses positions radicales furent contestées. Dès 1924, il fut lauréat de nombreuses récompenses, il gagne à quatorze ans le concours d'Alcala de Guadaira, et en 1962 il reçoit la Clef d'or du chant (cante) lors du concours de Cordoue.
En 1983, il reçoit la Médaille d'or du mérite des beaux-arts par le Ministère de l'Éducation, de la Culture et des Sports.
On raconte[style à revoir] que tout ce qui est Mairena, fils, cousins, neveux, reste synonyme de cante de qualité, ses frères Manuel et Francisco se sont aussi distingués comme chanteurs de flamenco. Depuis sa mort, les familles lui rendent hommage chaque année à Mairena del Alcor. Dans sa maison sévillane, Manuel Mairena perpétue la légende de son frère Antonio en exposant bustes et photos.

## Publications
- Avec Ricardo Molina, Mundo y formas del cante flamenco éd. Revista de Occidente, 1963
- Las Confesiones de Antonio Mairena

## Distinctions
- 1983 :
  - Hijo Predilecto de Andalucía
  - Médaille d'or du mérite des beaux-arts[4]